# 델핀 카스트로
델핀 카스트로(Delfin C. Castro, 1925년 7월 30일~)는 필리핀의 군인이다. 육군 소장으로 예편했다.

## 경력
델빈 카스트로는 1925년 7월 30일 필리핀 불라칸주의 노르자가라이에서 태어났다. 그는 카바나투안에서 초등 및 중등 교육을 받았다. 1951년 필리핀군 사관학교(PMA, Philippine Military Academy)를 졸업하였다.
CPP-NPA-NDF 반란 진압 전투 참전 중에 1953년 3월 필리핀 한국 원정군에 배치되어 소대장을 역임했다. 미군 제45보병사단, 제19보병사단에 배속되었다. 그 후 부산의 미군 보급 기지에서 연락 장교로 근무했다.
다시 필리핀으로 돌아와 필리핀 내 공산주의자 반군, 무슬림 반군과 싸웠다. 1966년에는 베트남 전쟁에도 참전했다. 필리핀 정보당국 관리를 역임하기도 하였으며, 1981년부터 1986년까지 필리핀군(AFP, Armed Forces of the Philippines) 남부 사령부(SOUTHCOM)의 사령관을 역임했다.
1986년 3월 5일에 호세 마그노 준장에게 지휘권을 이양하고 군에서 퇴임했다.